# Gymnotus coropinae
Gymnotus coropinae är en fiskart som beskrevs av Jacobus Johannes Hoedeman 1962. Gymnotus coropinae ingår i släktet Gymnotus och familjen Gymnotidae. Inga underarter finns listade i Catalogue of Life.